# Bayan Kuli

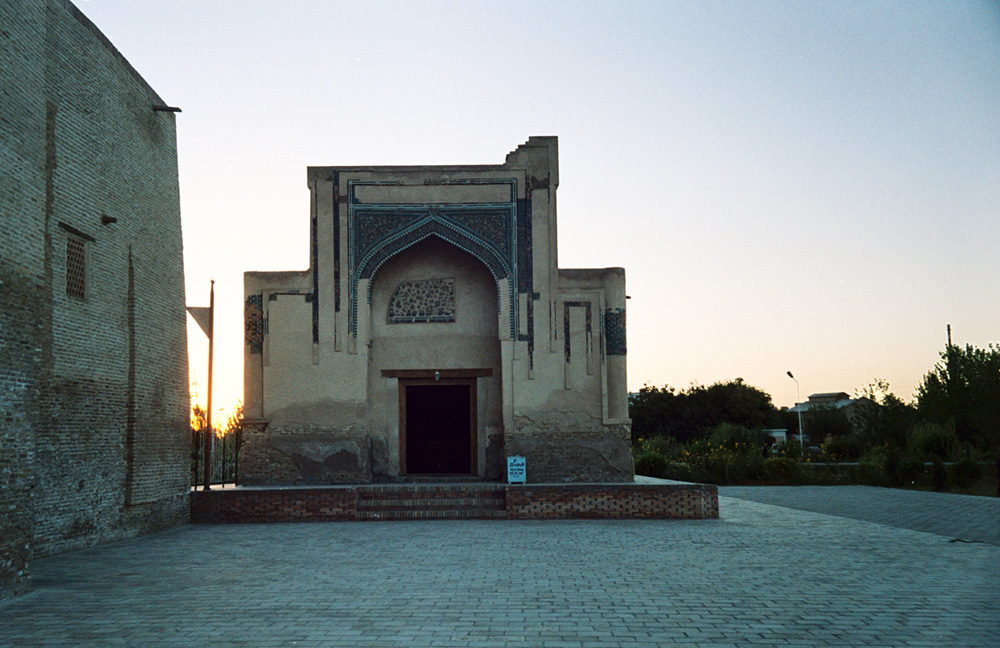
Mausoleu del kan Bayan Kuli a Bukhara.

Bayan Kuli o Bayan Quli (+ 1358) fou kan nominal del Kanat de Txagatai del 1348 al 1358. Era net de Duwa (el nom del seu pare, un dels almenys 8 fills de Duwa) no és conegut
El 1348 Bayan Kuli fou proclamat kan per l'amir Qazaghan del karaunes que tenia el control del kanat i havia fet executar al seu antecessor Danishmendji. Va actuar sota el control de l'amir durant deu anys sense exercir gairebé cap autoritat efectiva. A la mort de Qazaghan (assassinat) el va succeir el seu fill Abd Allah ibn Qazaghan, que hauria desitjat a la dona del kan i el va fer executara Samarcanda, per apoderar-se'n. Un nou kan titella, Shah Timur o Shah Temür, fou proclamat al seu lloc. La seva mort fou utilitzada per alguns caps tribals com excusa de la seva revolta el mateix 1358.